# Rhipidura cockerelli
Rhipidura cockerelli е вид птица от семейство Rhipiduridae. Видът е почти застрашен от изчезване.

## Разпространение
Видът е разпространен в Папуа Нова Гвинея и Соломоновите острови.